# Actinotus
Actinotus és un gènere de plantes amb flors dins la família Mackinlayaceae (o bé considerada dins les apiàcies) que té unes 18 espècies. Són plantes natives d'Australàsia. El membre més conegut és Actinotus helianthi, que es troba sovint al matollar (bushland) de Sydney. El nom del gènere prové del grec i significa "que té rajos".
La majoria de les seves espècies són endèmiques d'Austràlia i una espècia ho és de Nova Zelanda. Altres espècies notables són A. schwarzii dels Macdonnell Ranges delcentre d'Austràlia i la rara de flors rosades A. forsythii de les Blue Mountains.
Les espècies inclouen:
- Actinotus bellidioides (Hook.f.) Benth.
- Actinotus forsythii Maiden & Betche
- Actinotus gibbonsii F.Muell.
- Actinotus glomeratus Benth.
- Actinotus helianthi Labill.
- Actinotus humilis (F.Muell. & Tate) Domin
- Actinotus leucocephalus Benth.
- Actinotus minor (Sm.) DC.
- Actinotus moorei F.Muell. ex Rodway
- Actinotus omnifertilis (F.Muell.) Benth.
- Actinotus paddisonii R.T.Baker
- Actinotus rhomboideus (Turcz.) Benth.
- Actinotus schwarzii F.Muell.
- Actinotus suffocatus (Hook.f.) Rodway
- Actinotus superbus O.H.Sarg.